# Koudriachovski
Koudriachovski (en russe : Кудряшовский) est un village de Russie de type bourg ouvrier qui est située dans l'oblast de Novossibirsk.

## Géographie
Koudriachovski se trouve au bord de la Ob au nord de l'oblast de Novossibirsk, à 9 km à vol d'oiseau de Novossibirsk.

## Histoire
La localité est connue depuis 1892. 

## Population
Recensements (*) et estimations de la population,,: 
|       | \| 2002* \| 2010* \| 2021* \| \| ----- \| ----- \| ----- \| \| 3 986 \| 4 559 \| 5 656 \| |       |
| 2002* | 2010*                                                                                     | 2021* |
| 3 986 | 4 559                                                                                     | 5 656 |